# Kaiserreich Abessinien
Das Kaiserreich Abessinien (seltener Abyssinien; Selbstbezeichnung amharisch መንግሥተ፡ኢትዮጵያ, Transkription Mängəstä Ityop'p'ya, deutsch wörtlich Kaiserreich Äthiopien) war eine Monarchie in Ostafrika auf dem Gebiet der heutigen Staaten Äthiopien und Eritrea. Das Kaiserreich führte seinen Bestand auf eine Gründung durch Menelik I. 980 v. Chr. zurück und verankerte diese Ansicht 1955 auch in der Verfassung. Nach historisch gesicherten Darstellungen wurde das Kaiserreich entweder 1137 mit Beginn der Zagwe-Dynastie oder, nach anderer Anknüpfung, 1270 mit Beginn der Salomonischen Dynastie gegründet. Das Kaiserreich bestand bis 1974 – mit einer kurzen Unterbrechung während der Besatzungsherrschaft des faschistischen Italien von 1936 bis 1941. Das Kaiserreich wurde nach einem Staatsstreich abgeschafft und vom Provisorischen Militärverwaltungsrat  abgelöst. 
Legt man seinen Gründungsmythos zugrunde, war das Kaiserreich zu seiner Zeit der älteste noch existierende Staat der Welt. Es war die einzige afrikanische Nation, die sich erfolgreich der europäisch-kolonialen Eroberung Afrikas während des 19. Jahrhunderts widersetzte.
Die äthiopischen Kaiser hießen Negus Negest, wörtlich König der Könige, und waren Angehörige der Zagwe-Dynastie und der Salomonischen Dynastie.

## Anfangszeiten
Die menschliche Besiedlung Äthiopiens und Eritreas begann sehr früh, was sich durch Funde belegen lässt. Es wird vermutet, dass das im alten Ägypten bekannte Goldland Punt im heutigen Eritrea lag. Im Hochland von Abessinien gründete Menelik I. der Legende nach um 980 vor Christus das abessinische Kaiserreich. Diese Gründung wurde später 1955 in der Verfassung verankert.
Im 1. Jahrhundert vor Christus wurde das Aksumitische Reich etabliert, welches bis zum 7. Jahrhundert bestand. Dieses Reich wurde im 4. Jahrhundert koptisch-christlich und war somit einer der ersten christlichen Staaten.
Nach der Eroberung Aksums durch Königin Gudit (oder auch Yodit) aus dem Königreich Shewa begann eine neue Periode in der Geschichte Äthiopiens. Nach äthiopischer Tradition regierte Königin Gudit über das ehemalige Aksumitische Reich über 40 Jahre lang, bevor sie die Krone an ihre Nachfolger übergab. Ihre Regentschaft markierte das Ende des Aksumitischen Reiches in Äthiopien.

## Unter der Zagwe-Dynastie
Die letzten Nachfahren der Kaiserin Godir wurden von Mara Takla Haymanot gestürzt. Er begründete im Jahre 1137 die Zagwe-Dynastie und heiratete eine weibliche Nachfahrin des letzten Aksumitischen Kaisers, um seine Ansprüche als legitimer Thronerbe des seit langem ausgelöschten Reiches zu festigen. Die Zagwe waren von der Abstammung her Agau, deren Macht sich bis dahin nicht weiter als ihr ethnisches Herkunftsland ausdehnte. Die Hauptstadt lag bei Adafa, nicht weit vom heutigen modernen Lalibela in den Lasta-Bergen entfernt. Die Zagwe führten das Christentum aus Aksum fort und erbauten zahlreiche prächtige Kirchen wie die in Lalibela. Die Herrschaft der Dynastie hielt bis zum Umsturz durch eine neue Regierung 1270, welche ebenfalls als Herkunft die Abstammung von den alten Aksumitischen Königen für sich beanspruchte.

## Unter der Salomonischen Dynastie
Im Jahre 1270 wurde die Zagwe-Dynastie durch Yekuno Amlak gestürzt. Dieser behauptete, sowohl von den Aksumitischen Herrschern als auch von König Salomo abzustammen. Die Salomonische Dynastie gehörte der Habescha-Volksgruppe an, zu der die Amharen und die Tigray gehören.
Die Habescha regierten mit nur wenigen Unterbrechungen von 1270 bis 1974. In dieser Zeit eroberte das Kaiserreich sämtliche Gebiete im heutigen Äthiopien und Eritrea. Sie bekämpften erfolgreich die osmanischen Armeen und knüpften Beziehungen zu europäischen Mächten.

### Ära der Prinzen

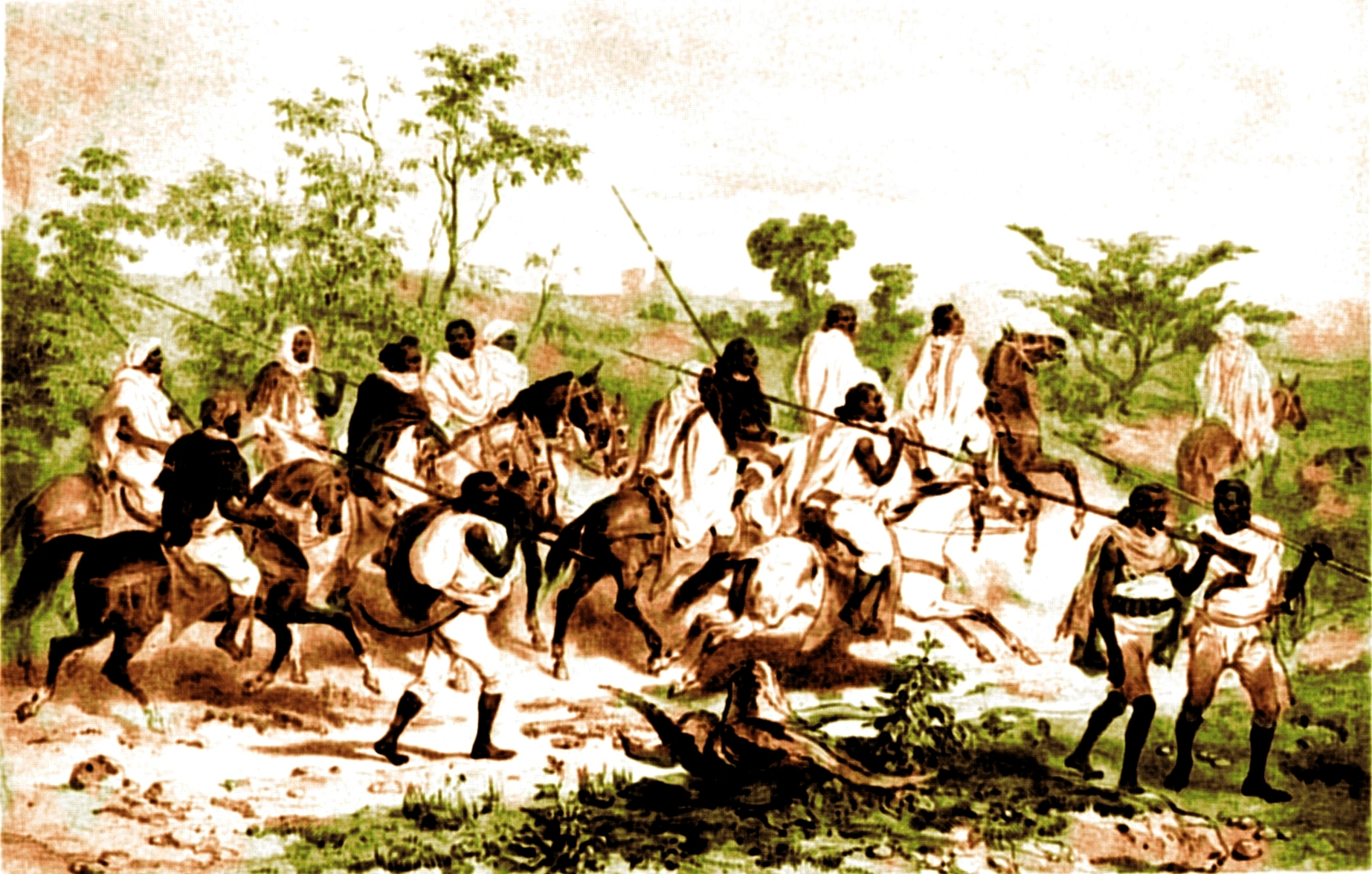
Kämpfer aus dem frühen 19. Jahrhundert

Von 1769 bis 1855 ging das Äthiopische Reich durch die „Ära der Prinzen“ (amharisch Zemene Mesafint). Dies war eine Periode in der äthiopischen Geschichte, in der zahlreiche Konflikte zwischen verschiedenen lokalen Kriegsfürsten tobten; der Kaiser wurde auf eine Führungsperson beschränkt, die nur die Umgebung um die damalige Hauptstadt Gonder beherrschte. Sowohl die Entwicklung der Gesellschaft als auch die der Kultur stagnierten. Religiöse Konflikte, sowohl innerhalb der äthiopisch-orthodoxen Kirche als auch gegen die Muslime, wurden oft als Vorwand für gegenseitige Machtkämpfe benutzt. Die Ära der Prinzen endete mit der Regentschaft von Tewodros II.

### Kolonialismus und Modernisierung

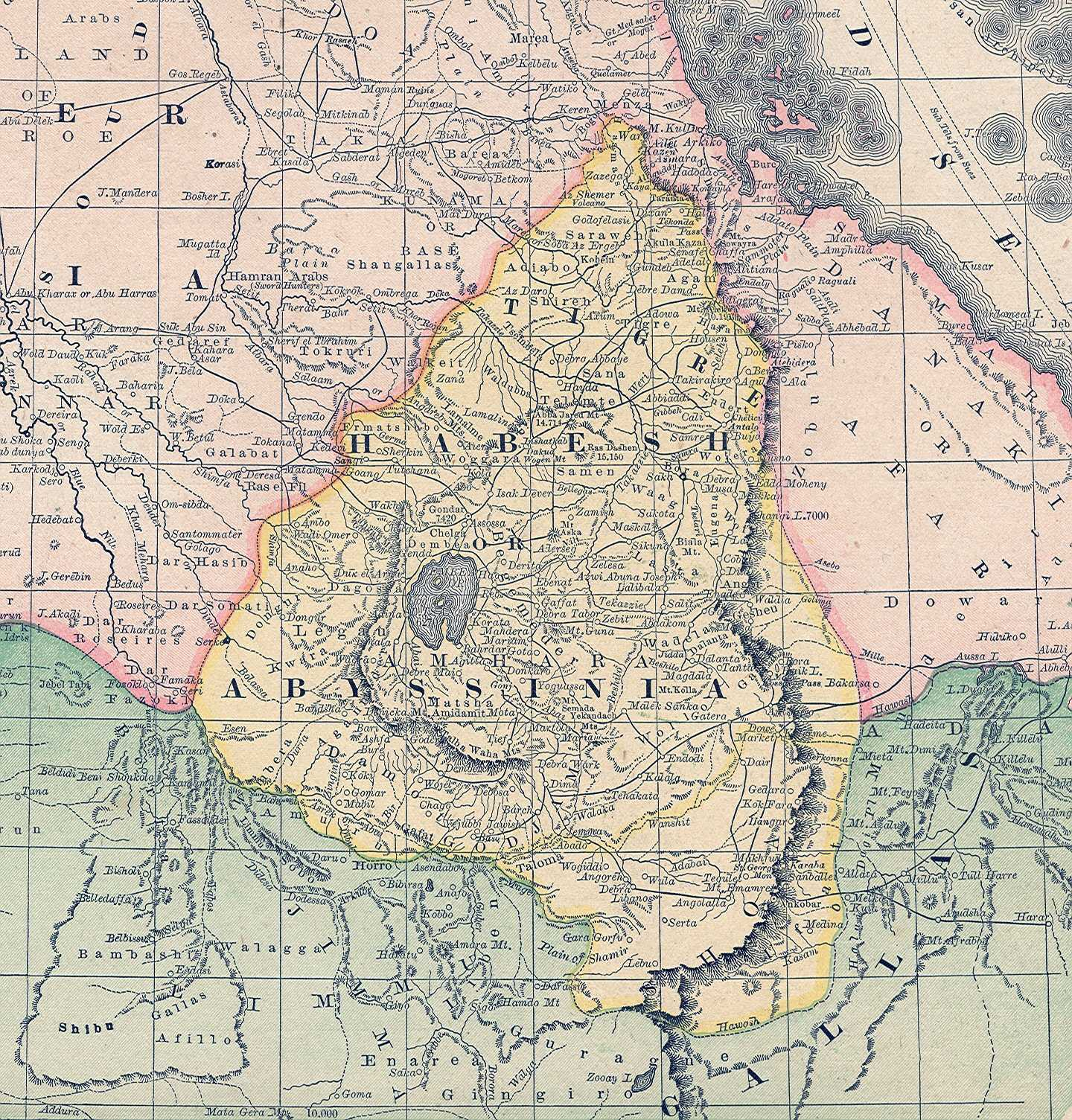
Abessinien um 1891

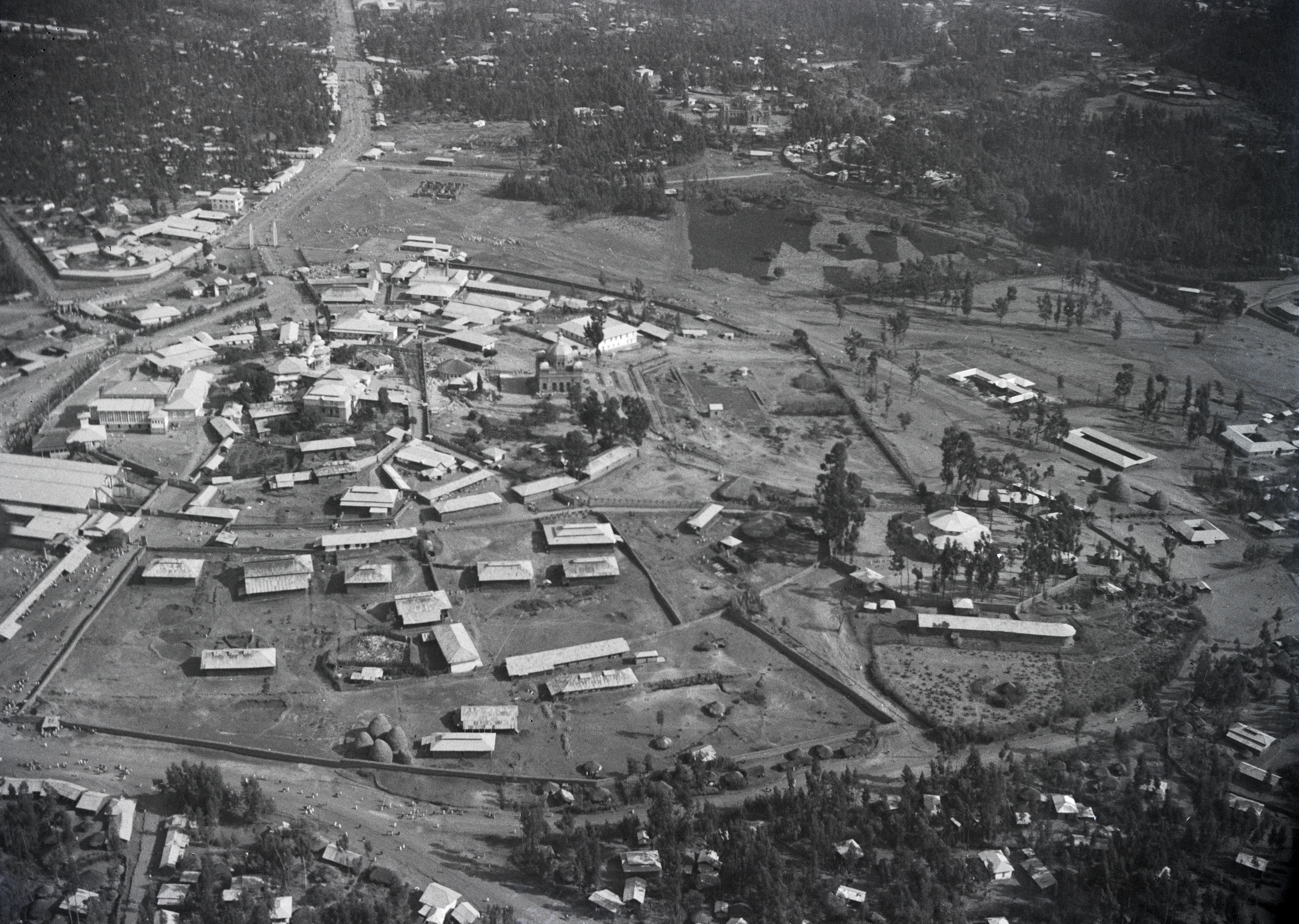
Der Kaiserpalast („großer Gibi“), 1934

In den 1870er Jahren konnten die Äthiopier einen Angriff Ägyptens zurückschlagen und ihre Unabhängigkeit wahren. Die 1880er Jahre waren vom Wettlauf der Europäer um Afrika geprägt und waren zugleich eine Zeit, in der Äthiopien sich modernisierte. Während des ersten Italienisch-Äthiopischen Krieges besiegten die Abessinier 1896 in der Schlacht von Adua das Königreich Italien – das Land konnte seine Unabhängigkeit wahren. Italien und Abessinien unterzeichneten am 26. Oktober 1896 ein provisorisches Friedensabkommen.
Kaiser Menelik II. modernisierte das Land während seiner Herrschaft und erweiterte das Kaiserreich. Am 28. September 1923 wurde Äthiopien zusammen mit Liberia und dem Königreich Ägypten als einzige unabhängige Staaten Afrikas in den Völkerbund aufgenommen.
Kaiser Haile Selassie führte 1931 die erste Verfassung des Landes ein.

## Italienische Invasion und Zweiter Weltkrieg
Am 3. Oktober 1935 marschierten italienische Soldaten, die von General Emilio De Bono kommandiert wurden, von der Kolonie Eritrea aus in Äthiopien ein und begannen den zweiten Italienisch-Äthiopischen Krieg. Der Krieg, der durch italienischen Einsatz von Giftgas und Verstöße gegen die Haager Landkriegsordnung geprägt war, dauerte mindestens sieben Monate an, bevor Kaiser Haile Selassie ins Exil ging und die Italiener den Sieg erklärten. Die Invasion wurde vom Völkerbund verurteilt und das faschistische Italien unter Benito Mussolini wurde als Aggressor bezeichnet, allerdings wurden nur wenige Sanktionen verhängt. Im Mai 1936 wurde Äthiopien schließlich Teil des italienischen Kolonialgebietes Ostafrika und blieb bis zum Zweiten Weltkrieg in dessen Besitz.
Im Jahre 1941 wurde das Äthiopische Kaiserreich von äthiopischen Partisanen und Einheiten des Commonwealth of Nations sowie von britischen Truppen befreit. Die Hauptoffensiven gegen die italienischen Kolonialtruppen wurden vom anglo-ägyptischen Sudan und von Britisch-Ostafrika aus eingeleitet. Fünf Jahre nach seiner Flucht ins Exil kehrte Kaiser Haile Selassie wieder nach Addis Abeba zurück.
Nach dem Zweiten Weltkrieg wurde das ehemalige italienische Eritrea in das äthiopische Kaiserreich zunächst als föderativer Teilstaat eingegliedert. Die Eigenständigkeit Eritreas wurde schrittweise aufgehoben, und 1962 wurde Eritrea zu einer Provinz herabgestuft.
Das Frauenwahlrecht wurde 1955 eingeführt.

## Verwaltungsgliederung
Das Kaiserreich Abessinien bestand ab 1941 aus insgesamt 14 Provinzen, die in der Vergangenheit immer wieder neu organisiert wurden:
| - Arsi (Arusi, Arussi; Hauptstadt Assela) - Begemder (Gondar; Hauptstadt Gondar) - Eritrea (Hauptstadt Asmara) - Gemu-Gofa (Hauptstadt Chenca) - Godscham (Gojjam, Goddscham; Hauptstadt Debre Markos) - Harerge (Hararghe; Hauptstadt Harar) - Illubabor (Hauptstadt Gore) | - Kaffa (Kafa, Kefa; Hauptstadt Jimma) - Shewa (Hauptstadt Addis Abeba) - Sidamo (Hauptstadt Yirgalem) - Tigray (Tigre; Hauptstadt Mek’ele) - Wollega (Hauptstadt Nekemte) - Wällo (Welo, Wollo; Hauptstadt Dessie/Dese) |

## Aufstieg des Derg
Im Jahre 1974 wurde Haile Selassie vom Derg, einer von Mengistu Haile Mariam angeführten pro-sowjetischen marxistisch-leninistischen Militärjunta, abgesetzt. Die Monarchie wurde abgeschafft und ein realsozialistisches Einparteiensystem etabliert. Haile Selassie wurde inhaftiert und starb unter ungeklärten Umständen. Eritrea blieb auch nach dem Ende des Kaiserreiches Teil Äthiopiens. Es erhielt seine Unabhängigkeit 1993, zwei Jahre nach dem Ende des Eritreischen Unabhängigkeitskrieges.